# Castres (Aisne)
Castres és un municipi francès al departament de l'Aisne (regió dels Alts de França). L'any 2007 tenia 216 habitants.

## Demografia

### Població
El 2007 la població de fet de Castres era de 216 persones. Hi havia 76 famílies de les quals 12 eren unipersonals (12 dones vivint soles i 12 dones vivint soles), 24 parelles sense fills, 36 parelles amb fills i 4 famílies monoparentals amb fills.
La població ha evolucionat segons el següent gràfic:
Habitants censats

### Habitatges
El 2007 hi havia 88 habitatges, 78 eren l'habitatge principal de la família, 1 era una segona residència i 9 estaven desocupats. Tots els 88 habitatges eren cases. Dels 78 habitatges principals, 75 estaven ocupats pels seus propietaris, 2 estaven llogats i ocupats pels llogaters i 1 estava cedit a títol gratuït; 4 tenien dues cambres, 5 en tenien tres, 22 en tenien quatre i 47 en tenien cinc o més. 62 habitatges disposaven pel capbaix d'una plaça de pàrquing. A 22 habitatges hi havia un automòbil i a 48 n'hi havia dos o més.

### Piràmide de població
La piràmide de població per edats i sexe el 2009 era:
| Homes | Edats   | Dones |
| ----- | ------- | ----- |
| 0     | 95 o +  | 0     |
| 0     | 90 a 94 | 0     |
| 0     | 85 a 89 | 0     |
| 0     | 80 a 84 | 0     |
| 4     | 75 a 79 | 8     |
| 0     | 70 a 74 | 8     |
| 8     | 65 a 69 | 8     |
| 4     | 60 a 64 | 0     |
| 0     | 55 a 59 | 4     |
| 4     | 50 a 54 | 0     |
| 12    | 45 a 49 | 12    |
| 8     | 40 a 44 | 8     |
| 12    | 35 a 39 | 4     |
| 0     | 30 a 34 | 8     |
| 0     | 25 a 29 | 0     |
| 8     | 20 a 24 | 4     |
| 4     | 15 a 19 | 12    |
| 8     | 10 a 14 | 4     |
| 12    | 5 a 9   | 4     |
| 0     | 0 a 4   | 8     |

## Economia
El 2007 la població en edat de treballar era de 136 persones, 112 eren actives i 24 eren inactives. De les 112 persones actives 101 estaven ocupades (54 homes i 47 dones) i 11 estaven aturades (3 homes i 8 dones). De les 24 persones inactives 11 estaven jubilades, 8 estaven estudiant i 5 estaven classificades com a «altres inactius».

### Ingressos
El 2009 a Castres hi havia 84 unitats fiscals que integraven 243 persones, la mediana anual d'ingressos fiscals per persona era de 17.926 €.

### Activitats econòmiques
Dels 6 establiments que hi havia el 2007, 1 era d'una empresa de fabricació d'altres productes industrials, 4 d'empreses de construcció i 1 d'una empresa de comerç i reparació d'automòbils.
Dels 4 establiments de servei als particulars que hi havia el 2009, 1 era un guixaire pintor, 2 fusteries i 1 lampisteria.

## Poblacions properes
El següent diagrama mostra les poblacions més properes.